# Michael Kreindl
Michael Kreindl (* 2. Juli 1965 in Darmstadt) ist ein deutscher Filmregisseur.

## Leben und Karriere
Michael Kreindl ist der Sohn des österreichischen Schauspielers Werner Kreindl. In den 1990er Jahren war Michael Kreindl zunächst als Aufnahmeleiter und Regieassistent tätig. Ab 2000 dann als Regisseur, dabei überwiegend im Bereich Fernsehen.
Kreindl ist Mitglied im Bundesverband Regie (BVR).

## Filmografie (Auswahl)
- 2000–2001: Der Clown (Fernsehserie, 3 Folgen)
- 2001 Die Motorrad-Cops – Hart am Limit (Fernsehserie 3 Folgen)
- 2001–2011: Ein Fall für zwei (Fernsehserie, 16 Folgen)
- 2003: Alarm für Cobra 11 – Einsatz für Team 2 (Fernsehserie, Pilot und 2 Folgen)
- 2005: Hengstparade
- 2005: Bis in die Spitzen (Fernsehserie 4 Folgen)
- 2007: Einmal Dieb, immer Dieb
- 2009: Plötzlich Onkel
- 2009–2012: Mordkommission Istanbul (Fernsehreihe, 7 Folgen)
- 2012: Kennen Sie Ihren Liebhaber?
- 2012: Der Cop und der Snob (Fernsehserie, 3 Folgen)
- 2012–2019: Der Alte (Fernsehserie, 12 Folgen)
- 2013: Der letzte Bulle (Fernsehserie 3 Folgen)
- 2013: Bella und der Feigenbaum
- 2015–2017, 2025: Lena Lorenz (Fernsehreihe, 8 Folgen)
- 2015: Josephine Klick – Allein unter Cops (Fernsehserie 3 Folgen)
- 2017: Bad Cop – kriminell gut (Fernsehserie 3 Folgen)
- 2018: Der Amsterdam-Krimi (Fernsehreihe)
- 2016–2021: Der Kroatien-Krimi (Fernsehreihe, 10 Folgen)